# Nicola Moscardelli
Nicola Moscardelli (Ofena, 9 ottobre 1894 – Roma, 21 dicembre 1943) è stato un poeta, scrittore ed esoterista italiano.

## Biografia
Nato a Ofena nel 1894 da Serafino ed Elvira Cantera, proprietari terrieri, studiò all'Aquila in ambito umanistico. Già nel 1913 pubblicò due raccolte poetiche, Le fiamme e La veglia, di derivazione simbolista e crepuscolare. Nel 1914 si trasferì a Firenze, dove entrò in ambienti culturali futuristi, collaborando anche con le riviste La Voce e Lacerba; nel 1915 pubblicò quindi l'opera sperimentalista Abbeveratoio. Interventista, combatté sul fronte italiano del Carso, venendo ferito nell'ottobre del 1915 e ricevendo la medaglia d'argento al valor militare.
L'esperienza in guerra fu alla base di Tatuaggi, pubblicato nel 1916.

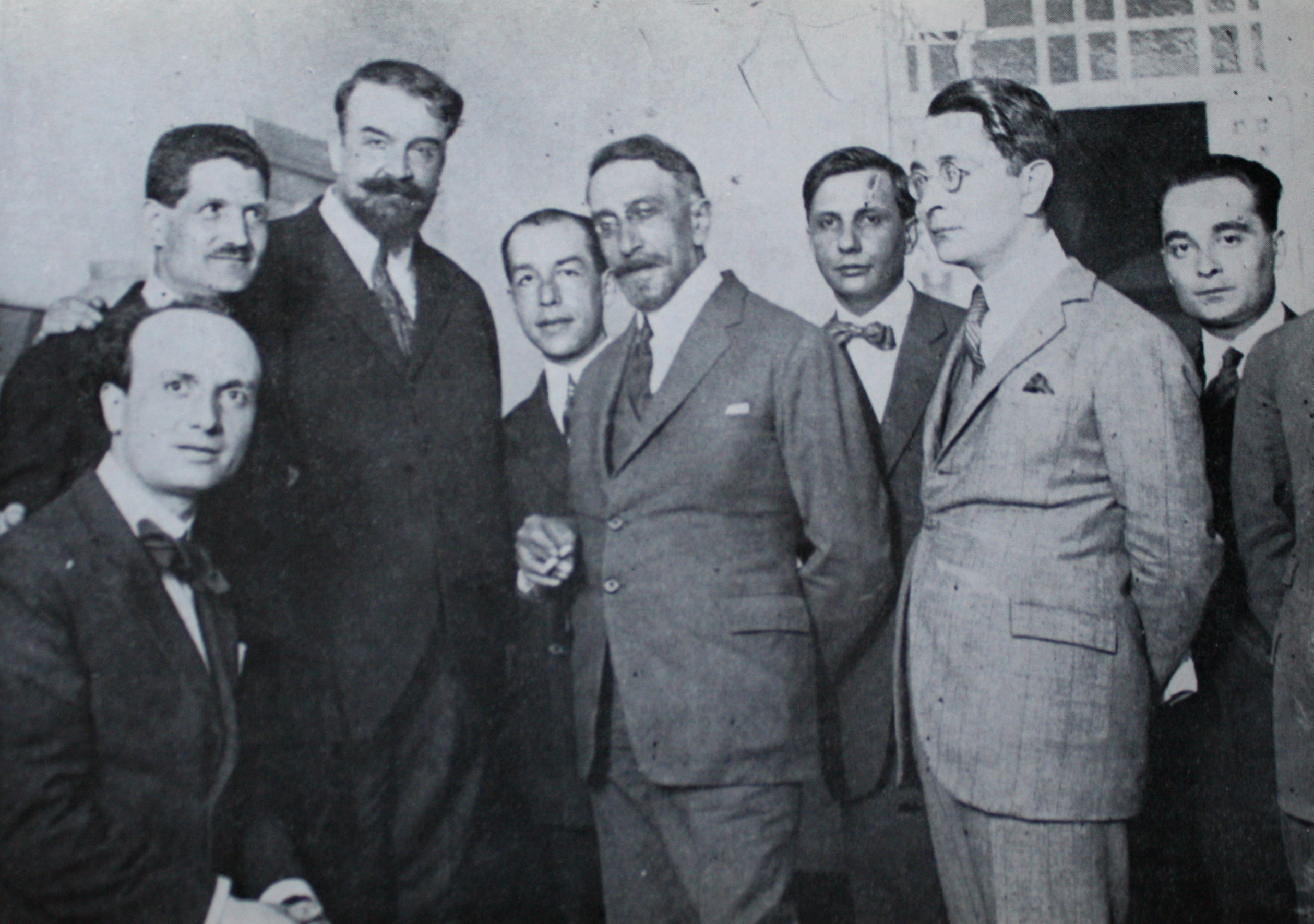
Nicola Moscardelli (primo da destra in piedi) con Gino Gori (terzo da sinistra), Giuseppe Navone (quinto da sinistra), Luciano Folgore (sesto da sinistra).

Da quello stesso anno si stabilì a Roma, dove creò la rivista d'avanguardia Le Pagine (1916-1917) insieme a Giovanni Titta Rosa e Maria Cardini. Pubblicò quindi Gioielleria notturna (1918) e La mendica muta (1919), accolte favorevolmente; si impegnò quindi soprattutto al giornalismo e alla critica letteraria, collaborando con diverse riviste, tra cui Il Tempo, Il Popolo di Roma e L'Italia che scrive. Successivamente iniziò una produzione di prose novellistiche e romanzesche, insieme alla composizione di testi teatrali, cominciata dopo essere entrato in contatto col regista futurista Anton Giulio Bragaglia.
Continuò sempre a scrivere poesie, che diventarono maggiormente filosofico-teologiche e misticiste. Avvicinatosi agli ambienti esoterici, diventò parte del Gruppo di Ur, in cui prese il nome simbolico di "Sirio"/"Sirius", e si accostò a personaggi come Julius Evola e Rudolf Steiner.
Un profondo rapporto di amicizia lo legò a Giovanni Papini che, stimandone l'opera letteraria, lo incluse nella copiosa antologia Poeti d'oggi del 1920, curata insieme a Pietro Pancrazi. Negli anni più maturi, inoltre, fu importante il rapporto artistico con Arturo Onofri e Girolamo Comi.
Durante il regime fascista, tra il 1929 e il 1939, fu segretario della neonata Accademia d'Italia e, in seguito, insegnò arte poetica e drammatica al Conservatorio Santa Cecilia. Nel 1935, nell'ambito del premio Viareggio si aggiudicò uno dei premi minori; inoltre, nel 1939, ricevette il premio Sanremo nella seconda edizione.
Sposatosi con Lydia Sacer nel 1921, nel 1923 ebbe una figlia, Graziella. Morì a Roma, dopo una lunga malattia, nel 1943.

## Opere
Tutta la sua opera poetica, ispirata, per il periodo posteriore alla Grande guerra, al magistero di Arturo Onofri, è stata pubblicata nel 2007 nel volume Nicola Moscardelli, Tutte le poesie, a cura di Marilena Pasquini.
Raccolte poetiche
- Le fiamme, 1913
- La veglia, 1913
- Abbeveratoio, 1915
- Tatuaggi, 1916
- Gioielleria notturna, 1918
- La mendica muta, 1919
- L’ora della rugiada, 1924
- Le porte di bronzo, 1926
- Le grazie della terra, 1928
- Il ponte, 1929
- Foglie e fiori, antologia, 1937
- Canto della vita, 1939
- Dentro la notte, 1950 (postumo)

Romanzi e racconti
- L'ultima soglia, 1920
- I nostri giorni, 1923
- Vita vivente, 1924
- La vita ha sempre ragione, 1924
- Il vino della vita, 1926
- La città dei suicidi, 1927
- Il sole dell'abisso, 1930
- L'aria di Roma, 1930
- Racconti per oggi e per domani, 1938
- Controluce, 1941 (postumo)

Saggistica
- Giovanni Papini, 1924
- Anime e corpi, 1932
- L'altra moneta, 1933
- Dostoievski, 1935
- Vita di Dostoievski, 1936
- Elogio della poesia, 1938
- Punti cardinali, 1942
- Il libro dell'uomo, 1965 (postumo)

Nicola Moscardelli fu anche autore di opere teatrali.